# 宜城市
宜城市是中国湖北省襄阳市所辖的一个县级市。总面积为2115平方公里，常住总人口約47万人，市人民政府駐鄢城街道。宜城市自古以来都是兵家必争之地，古称“鄢”，楚國國都之一，是战国时期鄢郢之战的主战场，也是抗日战争时期枣宜会战的重要战略据点。

## 历史沿革
宜城历史悠久。商为邔国。周时为罗国、鄀国。春秋时并于楚，在楚文王時成為楚國國都鄢郢（一說為楚國陪都）。战国时为邔、鄀、鄢3邑。秦时为鄢、邔、鄀3县，隶属南郡。汉惠帝三年（公元前192年）改鄢县为宜城县。后变更分合，至唐天宝七年（748年）又改名宜城县，宋、元、清名因之。
1945年为纪念枣宜会战中殉国抗日将领张自忠，更名自忠县，隶属湖北省第五区行政督察专员公署。1947年12月以后，汉水以东地区隶属中共襄枣宜县。1948年7月后，汉水以西地区隶属中共荆钟宜县。1949年恢复宜城县建制，隶属湖北省襄阳行政区专员公署。
1994年6月，经国务院批准撤销宜城县，设立宜城市。

## 地理
宜城市位于湖北省西北部，汉江中游。东界随州、枣阳，南接钟祥、荆门，西邻南漳，北抵襄阳。地处东经111°57′-112°45′，北纬31°26′-31°54′。东西长76公里，南北宽53公里，总面积2115平方公里。
宜城属亚热带季风性湿润气候，四季分明。春秋季短，冬夏季长。冬半年盛行偏北风，夏半年盛行偏南风。冬冷夏热，陆性率64%，有典型的大陆气候特征。
境内各地年降水量在800至1000毫米之间，年平均降水天数为116.4天。降水分布趋势是东西山区多于中部丘陵平原区，北部少，南部多。历年自然降水状况大致是丰雨年、缺雨年和正常年各占三分之一。日照时数多年平均为1900小时，日照百分率为44%，为全省日照时数高值区。一年中日照最多的月份是8月，占56%，最少的是2、3月，占36%。

## 行政区划
宜城市下辖3个街道办事处、8个镇：
鄢城街道、南营街道、龙头街道、郑集镇、小河镇、刘猴镇、孔湾镇、流水镇、板桥镇、王集镇、雷河镇、襄南监狱、劳教所、大雁工业园区和宜城经济开发区。

## 人口民族
根据第七次人口普查数据，截至2020年11月1日零时，宜城市常住人口469417人。
2006年末全市总人口56.45万人，其中城镇人口22.86万人，乡村人口33.59万人，全年出生人口4770人，出生率8.45 ‰；死亡人口3278人，死亡率5.81‰；自然增长率为2.64‰。
宜城市汉族人口占总人口的99.7%。 少数民族有回、满、壮、苗、黎、瑶、藏、蒙古、土家、锡伯、维吾尔等，人口为0.12万人，约占人口0.23%。分布在全市各镇（办事处），主要集中在流水镇和板桥店镇。少数民族以回族为主，回族人口占少数民族总人口的80%以上。

## 交通
- 公路： 207国道、 346国道过境。
- 铁路：焦柳铁路：宜城南站

## 矿产资源
境内已发现的矿产资源有铅矿、铝土矿、磷矿、矿泉水、耐火粘土、高岭土、铁矾土、膨润土、砖瓦粘土、石灰石、白云石、硅石、方解石、大理石、云母、氧化铁红、煤、镓、铁、石英砂等20余种，已被开发利用的有12种。主要分布在“两山一线”既东南两山、随南线，已探明的矿石储藏量14亿吨。
1. 铜、铅、银多金属矿，储量70多万吨，储藏价值1亿多元；
2. 铝土矿，储量800多万吨，居全省第一。
3. 硅石，储量达1500万吨，平均品位达98％，属特级矿。次为孔湾覆船山和雷河胡耳硅矿，主要生产硅铁、硅锰等硅质合金；
4. 耐火粘土，总储量3600万吨；
5. 磷块岩，储量400万吨；
6. 白云岩，储量3亿吨以上；
7. 石灰岩，总储量2亿吨以上，平均含氧化钙54％以上，属一级品，系中南地区罕见的大型优质石灰石矿；
8. 白云母，储藏于孔湾夫子娅的杨坡群片岩中，共有6条矿脉；
9. 膨润土，储量37.56万吨，品级Ⅱ至Ⅲ级；
10. 矿泉水，出露于板桥上湾张集，被命名为含偏硅酸、锶、溴、氟、硒的重碳酸硫酸至钙镁型矿泉水，日自然溢出量达2200吨，系1987年国家首批公布的八大优质天然矿泉水之一。

## 特产
宜城板鸭：中国地理标志产品。

## 教育
目前设有宜城一中，宜城二中，宜城三中和宜城四中（职业高中），襄南高中五所高级中学。

## 历任市长
2009年6月21日，宜城市四届人大四次会议以无记名投票的方式，选举产生了新一任人民政府市长。据了解，以全票当选市长的周森锋今年29岁，系全国目前年龄最小的市长。